# 竖三民
竖三民在新闻史上是指于右任从1909年起陆续创办的三份革命派报纸：《民呼日报》、《民吁日报》、《民立报》。

## 民呼日报
于右任离开《神州日报》後，曾在《舆论日报》任主笔，因意见不合离开。1909年5月15日创办《民呼日报》於上海。于右任出任社长，聘请范鸿仙、徐血儿、戴天仇等为撰述。该报以“大声疾呼，为民请命”为宗旨，批评腐败官员，揭露社会阴暗面。甘肃饥荒後，《民呼日报》进行了详细报道和评述，对总督升允大加抨击。不久甘陕代理总督毛庆藩向租界起诉于右任，称其吞没救灾公款。公共租界立案并拘捕于右任，後查无此事，但于依旧被逐出公共租界，《民呼日报》於1909年8月14日被迫停刊。

## 民吁日报
《民呼日报》停刊两月後，于右任在法租界於10月3日创办《民吁日报》。出版前在上海各报刊登广告：“本社近将《民呼日报》机器生财等一律过盘，改名《民吁日报》，以提倡国民精神，痛陈民生利病，保存国粹，讲求实学为宗旨。”创刊之初，由于于右任曾被租界驱逐，不便出面，便由朱少屏任发行人，范鸿仙为社长，景耀月为总编辑。
创刊不久，日本前任首相伊藤博文在哈尔滨遇刺身亡，《民吁日报》连续发表文章表示其罪有应得，歌颂刺客安重根为“血性男儿”，引起日方不满，指令其驻沪领事馆照会法租界当局，将《民吁日报》於1909年11月19日查封。

### 得名
谈到报名，于右任曾说：“以呼为吁，自形相近，表示人民表愁苦阴惨之声；而分析吁字，又适为‘于某之口’。於沉痛中，尤含幽默意味。”
另外一种说法是“改呼为吁，暗示人们的眼睛被挖掉了。”

## 民立报
于右任在沈缦云资助下於1910年10月11日创办《民立报》。该报仍以民字开头，表示与《民呼》、《民吁》一脉相承，人们遂称这三张连续出版的报纸为“竖三民”。关于此报的创办，于右任曾在回答提问时说：“先是什么都不怕，大声疾呼地宣传革命。不允许大声疾呼就只好叹息。叹息也不准许就迫得非挺立起来不可！”
与前两份报纸相比，《民立报》无论是采编力量和经济来源上都要强很多，于右任自任社长，吴忠信、童弼臣任总经理，宋教仁任总主笔，范鸿仙、景耀月、邵力子、章士钊、叶楚伧、张季鸾、陈其美、吕志伊、马君武等为编辑。1911年7月31日领导长江流域革命活动的“中国同盟会中部总会”在上海成立，于右任等报社主要人员均任职其中，遂确定《民立报》为其机关报。
南京临时政府成立後，于右任、宋教仁、景耀月、马君武、吕志伊等出任内阁成员，《民立报》社务交由范鸿仙主持。1913年二次革命失败後，于右任逃往日本，范鸿仙遭暗杀，《民立报》於当年9月4日停刊，共出版1,036号。